# Christian Frederik Lütken
Christian Frederik Lütken est un naturaliste danois, né le 4 octobre 1827 à Sorø et mort le 6 février 1901.

## Biographie
Après une carrière dans l’armée danoise jusqu’en 1852, il décide de se consacrer entièrement à l’histoire naturelle et quitte l’armée avec un grade de premier lieutenant. De 1856 à 1862, il est Privatdozent à l’université de Copenhague et enseigne la zoologie. Il devient l’assistant de Japetus Steenstrup (1813-1897) au Muséum de zoologie de Copenhague.
Il publie en 1861 le compte rendu de ses observations sur les insectes et les vertébrés et notamment Bidrag til Kundskab om Brasiliens Padder og Krybdyr, cosigné avec Johannes Theodor Reinhardt (1816-1882).
Il obtient un poste à l’École polytechnique en 1877, puis, quatre ans plus tard au sein de l’université, puis, en 1885, il succède à  Steenstrup à la chaire de zoologie. Il prend sa retraite en 1899 après qu’une attaque l’a laissé paralysé. Hector Frederik Estrup Jungersen (1854-1917) lui succède alors.
Lütken travaille, à l’exception des insectes et des mollusques sur l’ensemble du monde vivant et plus particulièrement sur les échinodermes et les poissons. De nombreuses espèces lui ont été dédiées, comme le célèbre Paulicea Luetkeni.
Grand pédagogue, il rédige de nombreux ouvrages de vulgarisation en histoire naturelle qui connaissent un grand succès.
Il devient membre étranger de la Société zoologique de Londres en 1879.

## Liste partielle des publications
- 1877 : Korte bidrag til nordisk Ichthyographi. I. Foreløbige Meddelelser om nordiske Ulkefiske (Cottoidei). Vidensk. Medd. Naturh. Foren. Kjøbenhavn 1876–1877 : 355–388, 72–98.
- 1898 : The ichthyological results. Danish Ingolf Expedition, II. Copenhagen : 215–254, Pl. 1–4.